# Coppa di Lega (pallavolo, Germania)
La Coppa di Lega è un trofeo nazionale tedesco, organizzato dalla VBL.

## Storia
Istituita nel 2022, va a sostituire la Supercoppa tedesca e vede la partecipazione di tutte le formazioni partecipanti alla 1. Bundesliga. La VBL ne approva inizialmente due edizioni, affidate all'organizzazione del Giesen e che portano la denominazione sponsorizzata Bounce House Cup. Nel gennaio 2024 la VBL conferma l'organizzazione di altre due edizioni del torneo, sempre affidate al Giesen, con la nuova denominazione sponsorizzata 1KOMMA5° Ligacup.

## Albo d'oro
| Edizione      | Edizione          | Podio          | Podio     | Podio           |
| Anno          | Sede della finale | Campione       | Risultato | Finalista       |
| ------------- | ----------------- | -------------- | --------- | --------------- |
| 2022 Dettagli | Hildesheim        | Charlottenburg | 3 - 0     | Friedrichshafen |
| 2023 Dettagli | Hildesheim        | Charlottenburg | 3 - 0     | Friedrichshafen |
| 2024 Dettagli | Hildesheim        | Charlottenburg | 3 - 1     | Friedrichshafen |

## Palmarès
| Squadre        | Titoli | Stagioni         |
| -------------- | ------ | ---------------- |
| Charlottenburg | 3      | 2022, 2023, 2024 |